# Igor Bobkov
Igor Sergejevitj Bobkov, född 2 januari 1991, är en rysk professionell ishockeymålvakt som spelar för HK Admiral Vladivostok i Kontinental Hockey League (KHL). Han har tidigare spelat för Syracuse Crunch och Norfolk Admirals i American Hockey League (AHL), Utah Grizzlies i ECHL och London Knights och Kingston Frontenacs i Ontario Hockey League (OHL).
Bobkov draftades i tredje rundan i 2009 års draft av Anaheim Ducks som 76:e spelare totalt.